# Axel Gotthard
Axel Gotthard (* 21. April 1959 in Schwäbisch Gmünd) ist ein deutscher Historiker.
Axel Gotthard absolvierte den Zivildienst in der Krankenpflege. Anschließend studierte er in den 1980er Jahren Germanistik und Geschichte an den Universitäten Würzburg und Tübingen. Während seines Studiums arbeitete er als Journalist und war wissenschaftlicher Mitarbeiter für das Württembergische Landesmuseum in Stuttgart. Dort erstellte er einen Teil der Ausstellung „Baden und Württemberg im Zeitalter Napoleons“. Gotthard wurde 1992 in Tübingen mit einer von Volker Press betreuten Arbeit über die Außenpolitik Württembergs unter Herzog Johann Friedrich promoviert. Seine Habilitation erfolgte 1998 mit einer von Helmut Neuhaus betreuten Arbeit in Erlangen über die Kurfürsten im frühneuzeitlichen Reichsverband. Gotthard lehrt als Professor für Neuere Geschichte an der Universität Erlangen-Nürnberg. Er ist Mitglied der Vereinigung für Verfassungsgeschichte.
Seine Forschungsschwerpunkte sind die historische Friedens- und Konfliktforschung, vormoderne Verräumlichungspraktiken, die Bedeutung der Konfession und von Säkularisierungsprozessen für die europäische Geschichte sowie die politische, Kultur- und Verfassungsgeschichte des Alten Reiches. In seiner zweibändigen Habilitation beschreibt er die Reichsgeschichte aus standespolitischer Perspektive. Dadurch löst er sich vom Modell des Dualismus zwischen Kaiser und Fürsten. Seine 2003 veröffentlichte Einführung über das Alte Reich in der Frühen Neuzeit erschien 2013 in fünfter Auflage. Im Jahr 2004 veröffentlichte er eine umfassende Darstellung zum Augsburger Reichs- und Religionsfrieden. Zwölf Jahre später legte er eine Überblicksdarstellung zum Dreißigjährigen Krieg vor. Für Gotthard „war der Dreißigjährige Krieg ein Kampf um konfessionelle Besitzstände, über dem sich auch Gewichte im politischen System des Reiches zu verschieben drohten und an den sich ferner europäische Großmachtrivalitäten anlagerten“.
Gotthard verfasste zahlreiche Artikel für das Biographisch-Bibliographische Kirchenlexikon (BBKL).

## Schriften (Auswahl)
- Der Dreißigjährige Krieg. Eine Einführung. Böhlau, Köln 2016, ISBN 978-3-8252-4555-9.
- Der liebe vnd werthe Fried. Kriegskonzepte und Neutralitätsvorstellungen in der Frühen Neuzeit (= Forschungen zur kirchlichen Rechtsgeschichte und zum Kirchenrecht. Band 32). Böhlau, Köln u. a. 2014, ISBN 978-3-412-22142-3.
- Das Alte Reich 1495–1806 (= Geschichte kompakt). 5., durchgesehene und bibliographisch ergänzte Auflage. Wissenschaftliche Buchgesellschaft, Darmstadt 2013, ISBN 978-3-534-15118-9.
- Der Augsburger Religionsfrieden (= Reformationsgeschichtliche Studien und Texte. Band 148). Aschendorff, Münster 2004, ISBN 3-402-03815-3.
- Säulen des Reiches. Die Kurfürsten im frühneuzeitlichen Reichsverband. Matthiesen, Husum 1999, ISBN 3-7868-1457-0 (zugleich: Erlangen-Nürnberg, Universität, Habilitationsschrift, 1998).
- Konfession und Staatsräson. Die Außenpolitik Württembergs unter Herzog Johann Friedrich (1608–1628) (= Veröffentlichungen der Kommission für Geschichtliche Landeskunde in Baden-Württemberg. Band 126). Kohlhammer, Stuttgart 1992, ISBN 3-17-011964-8 (zugleich: Tübingen, Universität, Dissertation, 1991).